# Райтман, Айван
Айван Райтман (англ. Ivan Reitman; 27 октября 1946, Комарно, Чехословакия — 12 февраля 2022, Монтесито, США) — канадский кинорежиссёр и продюсер. Получил известность благодаря своим комедиям 1980-х и 1990-х годов.
Его самые известные фильмы включают — «Фрикадельки» (1979), «Охотники за привидениями» (1984), «Близнецы» (1988), «Охотники за привидениями 2» (1989), «Детсадовский полицейский» (1990) и «Джуниор» (1994).

## Биография
Родился 27 октября 1946 года в Комарно, Чехословакия, в еврейской семье.
Во время войны его мать находилась в концлагере Освенцим. В 1950 году семья Райтманов эмигрировала в Канаду.
Первый короткометражный фильм «Orientation», был снят в 1968 году, через три года на экраны вышел и его дебютный полнометражный художественный фильм, «Рыжая леди» (англ. Foxy Lady).
После Айван Райтман снял такие фильмы, как «Девушки-каннибалы» 1973 года, «Фрикадельки» 1979 года, «Добровольцы поневоле» 1981 года, «Охотники за привидениями» 1984 года, «Орлы юриспруденции» 1986 года, «Близнецы» 1988 года, «Охотники за привидениями 2» 1989 года, «Детсадовский полицейский» 1990 года, «Дэйв» 1993 года, «Джуниор» 1994 года, «День отца» 1997 года, «Шесть дней, семь ночей» 1998 года, «Эволюция» 2001 года, «Моя супер-бывшая» 2006 года, «Больше чем секс» 2011 года и «День драфта» 2014 года.
В 1976 году женился на Женевьеве Робер, у них было трое общих детей: Джейсон (род. 1977), Кэтрин (род. 1981) и Кэролайн (род. 1988).
В его честь установлена именная звезда на «Аллее славы» в Голливуде на Голливудском бульваре, 7024.
Райтман умер в своем доме в Монтесито (Калифорния, США) 12 февраля 2022 года.

## Фильмография
- 1971 — Рыжая леди[англ.] / Foxy Lady (режиссёр, продюсер, монтажёр)
- 1973 — Девушки-каннибалы / Cannibal Girls (режиссёр, сценарист, продюсер)
- 1975 — Судороги / Shivers (продюсер)
- 1979 — Фрикадельки / Meatballs (режиссёр)
- 1981 — Добровольцы поневоле (Лычки) / Stripes (режиссёр, продюсер)
- 1981 — Тяжёлый металл / Heavy Metal (продюсер)
- 1983 — Космический охотник: Приключения в запретной зоне / Space Hunter Adventures in the Forbidden Zone (продюсер)
- 1984 — Охотники за привидениями / Ghostbusters (режиссёр, продюсер, актёр (в титрах не указан))
- 1986 — Орлы юриспруденции / Legal Eagles (режиссёр, сценарист, продюсер)
- 1988 — Близнецы / Twins (режиссёр, продюсер)
- 1988 — Просто секс? / Casual Sex? (продюсер)
- 1989 — Охотники за привидениями 2 / Ghostbusters II (режиссёр, продюсер, актёр (в титрах не указан))
- 1990 — Детсадовский полицейский / Kindergarten Cop (режиссёр, продюсер)
- 1992 — Бетховен / Beethoven (продюсер)
- 1993 — Дэйв / Dave (режиссёр, продюсер)
- 1993 — Бетховен 2 / Beethoven’s 2nd (продюсер)
- 1994 — Джуниор / Junior (режиссёр, продюсер)
- 1996 — Космический джем / Space Jam (продюсер)
- 1996 — Полночная смена / The Late Shift (продюсер)
- 1997 — День отца / Fathers' Day (режиссёр, продюсер)
- 1998 — Шесть дней, семь ночей / Six Days Seven Nights (режиссёр)
- 2000 — Дорожное приключение / Road Trip (продюсер)
- 2001 — Эволюция / Evolution (режиссёр, продюсер)
- 2002 — Убей меня нежно / Killing Me Softly (продюсер)
- 2003 — Старая закалка / Old School (продюсер)
- 2004 — Евротур / EuroTrip (продюсер)
- 2006 — Моя супер-бывшая / My Super Ex-Girlfriend (режиссёр)
- 2007 — Паранойя / Disturbia (продюсер)
- 2009 — Отель для собак / Hotel for Dogs (продюсер, актёр)
- 2009 — Незваные / Uninvited (продюсер)
- 2009 — Люблю тебя, чувак / I Love You, Man (продюсер)
- 2009 — Мне бы в небо / Up in the Air (продюсер)
- 2009 — Хлоя / Chloe (продюсер)
- 2011 — Больше чем секс / No Strings Attached (режиссёр, продюсер, актёр (в титрах не указан))
- 2012 — Хичкок / Hitchcock (продюсер)
- 2014 — День драфта / Draft Day (режиссёр, продюсер)
- 2016 — Охотники за привидениями / Ghostbusters (продюсер)
- 2017 — Спасатели Малибу / Baywatch (продюсер)
- 2017 — Кто наш папа, чувак? / Bastards (продюсер)
- 2021 — Охотники за привидениями: Наследники / Ghostbusters: Afterlife (продюсер, Актер (Ghost Egon Spengler, в титрах не указан))